# Dysdera hamifera
Dysdera hamifera este o specie de păianjeni din genul Dysdera, familia Dysderidae, descrisă de Simon, 1910.
Este endemică în Algeria. Conține o singură subspecie: D. h. macellina.